# Gare de Rilly-la-Montagne
Gare de Rilly-la-Montagne vasútállomás Franciaországban, Rilly-la-Montagne településen.

## Vasútvonalak
Az állomást az alábbi vasútvonalak érintik:
- Épernay–Reims-vasútvonal

## Kapcsolódó állomások
A vasútállomáshoz az alábbi állomások vannak a legközelebb:
- Gare de Germaine
- Gare de Montbré
- Gare de Reims-Maison-Blanche